# Sadique Cã
Sadique Cã Zande (Persa: صادق‌خان زند‎‎, d. 1781), também conhecido como Maomé Sadique foi o quinto Xá da Dinastia Zande, que governou a Pérsia entre 22 de agosto de 1779 a 14 de março de 1781.

## Biografia
A morte de Carim Cã em março de 1779 foi seguida de uma luta por poder. Seus filhos Maomé Ali Cã e Abulfate Cã foram declarados cogovernantes, mas seu poder era apenas nominal; o poder real estava nas mãos do seu tio, Zaqui Cã. Depois do assassinato de Zaqui Cã pelo povo de Ispaã, aconteceu uma rebelião. Ali Murade Cã, o comandante do exército real, que foi enviado para subjugar um ataque Cajar no norte, traiu Abulfate e deixou a capital sem defesas. O irmão de Carim Cã  Maomé Sadique, apoiou o Imã de Nizari, Alboácem Ali, e criou um exército em Carmânia para invadir Xiraz, onde ele encontrou pouca resistência. Em 22 de agosto de 1779, Abulfate morreu de um ataque cardíaco e ele tornou-se o governante da Pérsia.
A causa de sua morte é desconhecida, mas Ali Murade o sucedeu.